# かりん (漫画)
『かりん』は、影崎由那による日本の漫画作品。また、これを元にしたアニメ作品をはじめ各種メディア作品のメインタイトル。

## 概要
富士見書房の月刊漫画雑誌『ドラゴンエイジ』で2003年（平成15年）5月号（創刊号）から2008年（平成20年）3月号まで連載された。ただし本編連載終了後、番外編となる読切作品が2作品『ドラゴンエイジ』（同年5月号および6月号）に掲載されているため、実質的な連載終了は2008年（平成20年）6月号となる。
漫画単行本は、雑誌刊行元と同じ角川グループホールディングス傘下である角川グループパブリッシング（同社設立前の2006年〈平成18年〉までは角川書店）の「カドカワコミックスドラゴンJr.」レーベルにて全14巻で発刊されている。2009年（平成21年）1月9日には、『ドラゴンエイジ』2008年（平成20年）5月号と6月号に掲載された番外編と読み切り短編2作を収録した『かりんairmail 影崎由那短編集』が発刊された。
雑誌刊行元の小説文庫レーベル「富士見ミステリー文庫」より、ライトノベル版となる『かりん増血記』が全9巻および外伝2巻の全11冊にて発行された。扱っている内容は、原作漫画を補完するための小説版オリジナルストーリーとなっている。ドラマCDも発売された。
2005年（平成17年）11月3日（正確には11月4日）から2006年（平成18年）5月11日（正確には5月12日）までの間、深夜帯にてテレビアニメ版がWOWOWにて放送された。また、2007年（平成19年）9月14日から2008年（平成20年）2月22日までAT-Xでも放送された。
なお、連載期間は上記の通りだが、原作漫画本編における作内の時間は2003年（平成15年）4月から2006年（平成18年）3月までと2028年における断片的な時間で固定・構成されており（番外編は過去のストーリーを扱うことが多いため、この限りではない）連載期間＝作内時間ではない。テレビアニメ版では、この作内時間に関するこだわりはほぼ無視されており、放映期間＝作内時間となっている。
また本作終了直後に同じく『ドラゴンエイジ』にて連載された同作者による漫画作品『碧海のAiON』の舞台は、本作と同一の世界の違う土地であるとされており、設定にもある程度の共通性が持たされている。

## あらすじ
椎八場市に住む女子高生・真紅果林には、人に言えない秘密があった。それは、自分が吸血鬼一家に生まれたことだ。幼い時から吸血鬼の何たるかを教えられて育ったが、なぜか血が増える増血鬼として覚醒してしまう。吸血鬼の弱点すべてが通用しない代わりに特殊能力がまったく使えないため、「落ちこぼれ」として兄や妹に馬鹿にされる憂鬱な日々を送っていた。
ある日、果林が通う学校に雨水健太という少年が転校してきた。健太を一目見た途端、果林の胸が大きく脈打った。

## 登場人物
担当声優はテレビアニメ版 / ドラマCD版の順に記述し、単独で表記されている場合は特筆しない限りテレビアニメ版の声優を示す。

### 主要人物
真紅 果林（まあか かりん）
声 - 矢作紗友里 / 広橋涼
主人公。1987年10月13日生まれ。身長152cm。体重は秘密。スリーサイズはB：89cm・W：52cm・H：77cmで、Eカップの巨乳。趣味はお香集め。髪は小豆色でおかっぱ。漫画版の第13話ぐらいから牙が目立つようになる。
椎八場第一高校の1年D組。恥ずかしがり屋でドジっ子。吸血鬼一家に生まれるが、「不幸」に反応して血が増えてしまい限界に達すると多量の鼻血を噴いて倒れてしまう増血鬼で、吸血ではなく供血のために人間に噛み付く。初めて人を噛んだ時期になると血が増えやすくなる。落ちこぼれというコンプレックスに悩まされる日々であったが、健太との出会いが彼女に変化を与えていく。最初は自分の増血の原因の健太を避けていたが、自分が増血鬼と分っても普通に接してくれている健太に次第に恋心を抱くようになり、種族の違いという壁に悩むも第36話にて遂に恋人同士となる。しかし友里耶を殺そうとするエルダから「ヴァンパイアと人間の混血児は子供を作れない」という衝撃の事実を告げられてしまい、健太が望む「普通の幸せ」を自分が与えられないことに苦悩するが、それでもなお自分と共にある事を望んだ健太の愛情に救われる。
生活費を稼ぐ為、ファミリーレストラン「ジュリアン」でアルバイトしている。吸血鬼は食費も光熱費も必要ない為、結果的に殆どを果林が使用している事になるからである。ヴァンパイアである母・カレラは基本的に味覚を持たないので作る料理は「すごく辛いかすごくしょっぱいかのどっちか」といった具合だったらしく、小学校の頃に友人の時任麻希の家でおやつをご馳走になったり、学校で給食を食べるようになったりしてから初めて知った「味のある料理」に感動し、自らその腕を磨くようになったため、今や料理の腕は一級品。バイトが出来ない年齢の頃は八百屋で葉っぱのクズを貰ったり、パンの耳を貰ったりしてやりくりしていた。そのため特に節約料理や家計管理などにおける家事の一般技能は名人域に達している。
普通の吸血鬼は血を吸うと何らかの要素を吸い出すが、果林の場合は供血した相手にこうありたい自分に近づく為のエネルギーを与える。他の家族が太陽の下に出ることができないため、昼間彼女の助けになるのは杏樹のみであり、困ったときには彼女にメールをして記憶消去の手伝いなどをしてもらっていたが、やがて杏樹も吸血鬼として覚醒し、ついに真紅家でただ独り、昼間の世界に取り残される事になった。実は「プシュケーの泉」という特別な存在。そのためプシュケーの血を狙うブリジット等ブラウンリック家およびコレに与するヴァンパイアたちに誘拐されてしまう。さらに連れて行かれた先で「プシュケーの血族を残すためだけに愛無き性交渉を強いられ、さらには全てのヴァンパイアに血を絞り取られて死に至る」という「プシュケーの泉」の（ブラウンリック管理下における）過酷な運命を知らされ、これに絶望するもヘンリーや煉、エルダらマーカー家の面々と健太＆ソフィアの連携による活躍で、大事に至ることなく救出される。
その後、健太と本当の愛情が芽生えた事で増血しなくなり、普通の人間とほとんど変わらなくなる。この為、高校を卒業した夜に煉の手で家族の記憶を全て消去され、家族は最初から居なかったと思い込むようになる。記憶消去の翌朝、真紅家の面々から子細を聞かされていた健太にプロポーズされ、これを快諾して婚約者同士となる。
さらに後にはバイト期間の成績が認められ「ジュリアン」に正社員昇格の形で就職。家族の用意してくれていた（本人は昔から住んでいたと思い込んでいる）アパートで一人暮らしをはじめる。2012年に健太と結婚し雨水果林となり、25歳で娘の歌音（かのん）を出産。2028年現在は14歳となった娘の少し変わった性癖にハラハラしながら、平凡な家庭の平凡な主婦として日々を過ごしている。
雨水 健太（うすい けんた）
声 - 小西克幸 / 吉野裕行
果林のクラスに編入してきた少年。バイト先も同じくファミレス「ジュリアン」だが、ファミレスでのバイトが無い日は隣市にある宅配便「黒犬ダミアン」で配送アルバイトとして働いている。1988年2月29日生まれ（単行本6巻より。しかし、同時にうるう年という矛盾もある）。身長180cm。体重70kg。血液型A型。
三白眼で目つきが悪いため初対面の人には恐れられるが、弱い者には優しい。母親の文緒と共に、真紅家がある丘のすぐ麓にある1LDKのボロアパートに暮らしている。常に文緒を気遣うとても母親思いの性格で、貧しい家庭を支えるため日夜バイトに明け暮れ、遊びより勉強を優先する真面目な性格（彼の場合、学校がある方がよっぽど休めている）。成績も非常に優秀で、将来は真人間として、真っ当な人生を送り墓に入りたいと考えている。
実は文緒の事情（後述）により出生から実に15年間にわたり祖母からネグレクトを受けていたため、そのときの経緯から「存在を否定される事」を非常に嫌っており、不純異性交遊や年少者の男女交際に関してもかなり保守的なスタンスをとっている。ゆえに恋愛スキルはゼロである。
果林の供血行為を目撃し（杏樹の画策により）彼女が人間でない事を知ってしまうが、上記の理由から果林の抱える苦悩も理解できるため、秘密を共有した上で協力する事に。彼もまた自分の抱える果林への想いに気付き、第36話にて果林に告白する。
高校卒業後、果林の記憶を消した真紅家一同から改めて彼女のことを託され、自分達の存在を消し去ってもなお果林の幸せを願う彼らの深い想いに恥じぬように「必ず果林を幸せにしてみせる」と決意。果林の新居先（記憶のない果林にとっては昔からの住居だが）のアパートでプロポーズして果林と婚約する。某大学に学問奨学生待遇で入学し、その間にもバイトを続け、卒業後に某企業に就職。果林と結婚して2028年現在は家族で賃貸マンション暮らしのサラリーマン生活を続けている。
自称エゴイスト。

### 真紅家
ヘンリー・マーカー
声 - 松本大 / 石井康嗣
果林の父親。長身に先の尖った口髭、という一見威厳ある風貌の持ち主だが、実は素直でナイーブかつセンシティブな平和主義者。普段は妻・カレラの尻に敷かれているが、果林のことになると性格が急変する。血の嗜好は「プライド」。
かなりの子煩悩で心配性（どちらも主に果林方面に発揮されている）。果林と健太の仲が進展してしまう事が悩みの種だが、健太の事も気遣っている。カレラを心底愛しており、彼女が侮辱されると怒る。
果林の救出作戦の時は、大木を何本も引き抜いては、槍のようにグラーク達に投げつけるという怪力を発揮。娘を守る父として奮闘するが、エルダに助けられた後に（戦いの恐怖と母が来た事による緊張からの解放で）大泣きしてしまう。
カレラ・マーカー
声 - 篠原恵美 / （同左）
果林の母親。凶暴で嫉妬深い性格だが、仁義に厚い姉御肌。血の嗜好は「嘘つき」で、辛みばしった味が好み。
スリッパによる打撃は真紅家最強の武器。ヘンリーとは見合い結婚。旧姓はアルマーシュだが、義父のジェイムスによってその事は固く秘匿された上に顔立ちが父親似であった事も手伝い、エルダは長年セシリアの娘だと気づかなかった。実は熟年好みで、昔はジェイムスのことが好きだった。ヘンリーに会ってからは彼に「もっと老けろ」と焚きつけ、血液の摂取を制限させたりもした。そのため義母のエルダとは犬猿の仲で、彼女の棺桶に重石を置いて干乾びさせようとした事がある。子供を3人も産んだため他の吸血鬼達からは羨望の的になっており、集会の時は子供が産まれなくて悩んでいる若奥様達に取り囲まれていた。
真紅 煉（まあか れん）
声 - 諏訪部順一 / 高橋広樹
果林の兄。1982年11月1日生まれの21歳。身長182cm。体重69kg。
杏樹の事は甘やかしているような素振りを何度か見せるが、落ちこぼれの果林の事はバカにしており、特に両のこめかみを拳でぐりぐりと痛めつけたりとイジメる描写が多い。しかし、文句を言いつつ世話を焼く事もある。血の嗜好は「ストレス」だが、女性からしか吸血しない（健太の母・文緒を狙った事もあった）。
基本的に女好きで（ジェイムス譲りらしい）、趣味はナンパ。強いストレスを抱えている女性を殊更魅力的に感じるらしく、また基本的に彼の場合吸血行為はそのまま相手との性交渉に直結する。ただし、吸血後は相手への興味が無くなってしまうので、すぐに乗り換えたりと貞操観念はかなり薄い。このため彼女は常時複数おり、中にはストーカーとなった女性も存在。特にストーカーに対しては姿を見せずにいることでストレスを溜めさせ、それが臨界間際となったところで吸血行為にいたるという「ストレスの養殖」ともいえる行動をとっており、本人はこれを「ストレスのキャッチアンドリリース」などと嘯いて家族を呆れさせた。ただ、そのためには養殖先との定期的な交際を長期間続けることが必須となるため、基本的に自らの吸血行動およびそれに直接かかわる事柄以外の記憶は消すことができずにいる。ひねた言動とは裏腹に実は犬好きと思われる部分もあり、マーカー邸を匂いで突き止めた麻紀の愛犬リクの記憶をいじる際に無言で撫で回し続けたその様子から、家族を戦慄させていた。
男は触れる事すら嫌がり、特に健太の事を快く思っていない（健太から「ストレス」を感じ取ってしまう事も毛嫌いする理由の1つ）。ぶっきらぼうで無愛想な性格で、怒るとかなり怖い。小さい頃に死ぬほど可愛がられた事がトラウマで祖母のエルダの事を苦手としており、現在の歪んだ性格は、そのトラウマが原因である模様。果林に対する邪険な扱いも、彼女が記憶の中のエルダと瓜二つであるということが少なからず関係している。漫画版の番外編『煉の卒業と日向の名残り』では中学の時、クラスメイトの少女である藤谷日向とお互い惹かれあっていたようだったが、吸血に目覚めた事で別れを余儀なくされた。その頃の記憶は現在でも微かに尾を引いているらしい。
邪険にしているが果林の事は彼なりに大切に思っており、果林救出作戦の時に果林に暴力を振るったブリジットに本気でキレて、彼女を太陽で灰にしようとした。そのままブリジットと関係を持ってヘンリー達を唖然とさせたが、最終回にて長年の火遊びのツケが回ってきたか、ブリジットとのできちゃった結婚の危機に陥っている。10代で「おばさん」になってしまう事について果林と杏樹はショックを受けていた。また、ブリジットがカレラの従姉妹である事には気付いていないようである。
後に描かれた番外編では息子の認知すらも拒否して逃げ回り、結局のところ正式な結婚には至らなかった事が判明している。一方で、その息子（玲）がブリジットの教育の影響で人間に不必要に怯えるようになっているのを知った時には「どういう教育をしてきたんだ！」と彼女に激怒した（ブリジットからは「あんたが認知もせずに逃げ回ってたからでしょ？」と返されている）。また、この事もあり雨水家が幽ヶ谷へ帰省した際には煉が妹一家を見守っている。それを知った健太には感謝を込めて「お義兄さん」と呼ばれたが、彼とは前述の通り色々あったため「やめろ」と返している。
前述の通り、最終回で果林の家族に関する記憶を消しているが、ここでこれまでの果林に対する扱いは全て、この記憶消去のための「仕込み」であった事が明かされた。これは日中ともに過ごすことのできない家族と居ても彼女が幸せにはなれないだろうというマーカー家一同（果林を除く）の総意に基づくものであり、さらに果林が人間と事実上変わらなくなったことで、彼女を健太に託して人間社会に送りだすという決断がされた上での行為だった。実際には誰よりもできの悪い妹を強く愛する兄であり、その妹の幸せを思えばこそ、いつかは妹と離れる日が来ることを自ら理解し、ただそのために下手な未練や情けが残らぬよう、妹に冷たく接していただけのことだった。
アニメ版では過去に全寮制の男子校に入れられ、ルームメイトの男子である藤谷誠を女と間違えて好意をもってしまった事に絶望。開き直り、その場にいた数人の男の血を吸い覚醒した。
真紅 杏樹（まあか あんじゅ）
声 - 猪口有佳 / 下屋則子
果林の妹。1992年6月6日生まれの小学5年生。身長146cm。体重38kg。
無口で大人しい美少女。黒を基調としたいわゆるゴスロリ系の服を着ており、出歩くときは日傘を常用する。多少毒舌家だが非常に姉思いな性格であり、果林の敵を無条件で嫌う。果林の素性を知っても変わらずに接する健太に、ある種の興味を持っている。幼いながらもコウモリを操る能力は家族から「天才」と言われるほどのもので、果林の為に情報収集や記憶操作を行っている。趣味は人形集めだが、ブギーくんを初め、どれも何らかのいわく付き。普段こそ歳に似合わず無口だが、人形の事となると饒舌になる。太陽に当たると体調がすぐれなくなるため学校は欠席しがちで、成績は見た目に反してかなり悪い。
同級生に対してはクールな振るまいを続け、自分に想いを寄せてくる鯉淵や瀬良に対してもそれは同様であった。覚醒が近いことを自覚すると家族にそのことを隠そうとしたり、無理をして多少晴れている日でも登校したり、覚醒を遅らせようと必死になるなど、姉と共有できる時間を失うことを内心ではとても寂しく思っていた様子がうかがえる。12歳という吸血鬼としても早すぎるらしい年齢で「淋しさ」を好む吸血鬼として目覚めた。この際果林が善意のつもりで「おめでとう」と彼女にとっては無神経極まる言葉を言ってしまったことに対しショックを受け泣いていた。
なお、小説版1巻での杏樹は少し口調が違う。
物静かな性格とは裏腹に無茶な行動が多く、小説版8巻から9巻では健太に果林を任せても大丈夫かどうかを確かめる為に、ノエルと「危険な賭け」をしていた（負けた場合、ノエルに貞操を奪われた可能性がある）。
じつは原作最終話の後も、姉の一家・一族をずっと見守り続けており、何らかの脅威が迫った際には即座に駆けつけて雨水家に気付かれる前にそれを排除し続けている。しかし、その出来事を扱った番外編などでは、姉を慕う思いが悪化し、どこかシスコンめいた言動が増えている。特に果林が歌音を懐妊した事を知った際には、人知れず健太に対して「あの野郎」と激怒している。
アニメ版では第20話で覚醒。血の嗜好は「嫉妬」。エルダのことは初登場時に果林の胸を強く揉んだことに怒り、嫌っている。姉・果林に対しては百合的な描写もされていた。
ブギーくん
声 - 野島裕史 / 宮本克哉
杏樹がいつも抱いている人形。中には包丁で13人殺した連続殺人鬼の霊が入っている。他人（特に果林）によく攻撃的なツッコミをする。しかし杏樹には逆らえない。杏樹の手を離れると、人形から抜け出して動くこともある。生前は通称「ボーダーシャツの赤い切り裂き魔」と呼ばれていたらしい。
アニメ版では杏樹の覚醒とともに死亡（魂の消滅）。
ジョアンナ
杏樹の人形コレクションの一つ。「〜ですわ」等の口調で話す。
お茶目な性格で、文化祭のお化け屋敷で人を怖がらせては楽しんでいた。果林の事は「お姉様」と呼んでいるが、ブギーのように口汚くはないものの、果林の事を貶している。
名称などのモデルとなったのは影崎の知人で、当時、ゲームメーカー「アアル」の社員だった和南城ジョアンナであり、影崎の同人誌や単行本等のあとがきに登場する本人像そのままである。
エルダ・マーカー
声 - 白鳥由里
果林の祖母（ヘンリーの実母）。胸が小さい点以外は果林に瓜二つ（他に違う点は髪の色ともみ上げの髪の長さ）。原作では血の嗜好は不明だが中年男性から吸血し、健太を見て「食指が動かない」と言っていた。
200年前、人間に追われて最初に日本へ渡ってきたのは彼女らの世代で、特に直系のマーカー家の一族で日本に渡ってきたのは彼女一人だけだった。そのため文書に残っていないような大陸から伝わるヴァンパイアの知識を持っていると目された（実際は大陸を離れた頃は、彼女はまだ幼かったのでそれほど知識を持っていたわけではない。実際に知識があったのは、エルダの夫であるジェイムスの方だった）。かつての吸血鬼狩りの時代、他の者が自分以外のマーカー家の吸血鬼を見捨て、自分だけを連れて強引に脱出してしまったために、自分の身内以外の全てを嫌い、同じヴァンパイアでもまったく信用していない。その様は「手の付けられない凶暴な鷹」だとグラークに評されるほどで、「同世代（ひいては日本に在するすべての吸血鬼の中でも）最強」とも称される。特に彼女と同世代およびそこから少し下（ヘンリーやエルスマンたちの世代）からは、ほぼ伝説レベルで恐れられる。杏樹の才能は彼女譲りでコウモリを操る力も杏樹より強い。特にエルダの場合は他者の支配下にあるコウモリたちのコントロールをも完全に奪ってしまうほど強い意志力を持つ。吸血鬼にも寿命が存在する設定で、吸血頻度が老化に影響するようであるが、16年無補給で身体が萎びた後の吸血で、孫である果林と見間違えるような若々しい肉体に戻る。大陸から渡ってきた世代の他のヴァンパイアが寿命で亡くなる状況下で、並外れた生命力を有している事を示した。
ゆえに保守的で傍若無人かつ、極度の人間嫌い。特に現代の常識が通用せず、人間を殺すことも厭わない。ただし、気紛れで飽きっぽいために、これと決意した行動以外は完遂することは少ない。日本に渡航後、ジェイムスの半ば強引なアプローチを受け続け結婚するが、孤独だった自分に家族を再び与えてくれた彼のことを深く愛するようになった。家族は溺愛しているが、嫁のカレラとは犬猿の仲。ただし、ある種の愛情の裏返しとも取れる態度をとる。自分と瓜二つで、最も血の繋がりが濃く見えることから果林を可愛がっているが、嫁譲りの巨乳の部分は嫌っている。ジェイムス似の顔立ちである煉のこともお気に入り。幼き頃に吸血鬼狩りで多くの一族を、現代になって目覚めてからは眠りすぎの過失から夫を失っている為、これ以上身内を失う事を誰よりも恐れ、家族を守るためには何者を敵に回すこともまったく厭わない。保守的な異端嫌いのため、果林の増血を知られると途端に果林を嫌いだして一家から排斥しだすのではないかとヘンリーに危惧されたが、逆にわが息子にそんな疑惑を抱かれていたことにショックを受け、即座にヘンリーを叱り飛ばして疑惑を否定した。それだけ、こと「家族」に対してはどんな形であっても愛情深い「おばあちゃん」である。
果林救出作戦の時は最終局面で現れてブラウンリックのコウモリたち全てのコントロールを奪い去り、太陽に焼かれる直前のヘンリーを助け、ブリジットのコウモリたちに引き裂かれそうになった果林と健太を解放した。さらに日が落ちると共にブラウンリック家に殴り込んで果林の誘拐に関わった関係者全員を完膚無きまでに叩きのめした。しかし、ブリジットの騒動が勃発すると面倒が起こる前にさっさと逃げ出している。
アニメでは果林をかわいがる理由として「人間と恋に落ちるという境遇まで同じ」という過去が追加されている。また、カレラの「スリッパ」に対し常時持ち歩いている「傘」で対抗する、という設定も追加されている（原作では「傘」は杏樹のシンボル）。なお、胸に関しては「まな板」とウィナーに言われて怒ったことから、自分の小さい胸がコンプレックスになっている可能性がある。アニメにおける血の嗜好は「恋心」で、その為に人間との恋に悲劇的な結末を迎えていた。そのため健太と果林の恋を知ると、果林に自分と同じ思いをさせまいと健太から恋心を奪おうとした。それに失敗すると、果林を吸血鬼にする為の情報を調べる為に外国へと渡る。ウィナーの祖父・ヴィクターとは因縁がある。また、アニメ版17話で高校生と思われるカップルが告白して付き合うという場面に現れそのカップルを「つまみ食い」した。以前から周り（時任麻希等）にも仲の良いことが知られていたカップルであった為、このことが原因で文化祭にエルダが来ていることに果林が気付いた。
実は両親は健在で、エルダが日本に脱出した後に弟が産まれてマーカー家を継いでいるのだが、エルダはその事実を知らず、逆に両親からは死んだと思われている。
ジェイムス・マーカー
煉とよく似た容貌の、果林の祖父（ヘンリーの実父）。紳士的な性格で吸血鬼には珍しい親人間派。マーカー家の姓を日本風に「真紅」と読み替えて孫たちに名乗らせたのもこの人。初登場時には既に死亡しており、この事が後に事態をさらにややこしくさせた。
血の嗜好が「若さ」のため、自分が人間から若さを吸い取ってしまう事を気にして、あまり吸血したがらなかったようである。それ故に、エルダが代わりに血を集めていたが、生きる気力に乏しくなっていたようでエルダが眠りについている間いつのまにか干涸びて死んでいた。
マーカー家への婿養子であり、旧姓はエドウズ。プシュケーを祀りし2家のうち、プシュケーの境遇に憤りを感じて立ち上がるも、ヴァンパイアの血族の裏切り者として誅されてしまった一族の末裔。以来、プシュケーの運命よりの解放はエドウズ一族の悲願となっており、そのため自家に「アルマーシュ」の血族を取り入れる（＝いずれ生まれるプシュケーをブラウンリックの支配から遠ざけ、自らの目の届くところに置き守護する）事を望み、結果としてセシリアを騙し彼女の娘のカレラをマーカー家へ嫁がせる事に成功した。
死後に幽霊となってマーカー家の屋敷内をうろついていた所を杏樹に捕まって熊の縫いぐるみに封じられ、以後は杏樹の耳となってヘンリーやカレラの果林についての内緒話を杏樹に伝えていた。最終回で縫いぐるみの姿のままエルダと再会したが、エルダがジェイムスと認識していたかどうかは不明。
エルガ・マーカー
番外編に登場した女吸血鬼で、エルダの姪（弟の娘）、すなわちヘンリーの従兄妹に当たる。エルダと同じく保守的な吸血鬼で教会に強い憎悪を持っていたが、甥のフリードリヒが教会のシスターと恋仲になった事を契機に考えを改めるようになる。
フリードリヒ・マーカー
番外編に登場した吸血鬼で、かりん達の又従兄妹。母親はエルガの姉だが、彼を産んだ直後に死亡している。吸血鬼狩りを生業としていた教会を監視していたが、その教会に捨て子であったロザリーを置いてきた事で吸血鬼と人間の間の蟠りを自ら捨てる。日本の漫画に傾倒しており、ロザリーも彼に感化されている。

#### 真紅家の姻族
セシリア・アルマーシュ
果林の祖母（カレラの実母）で先代プシュケーの末裔。杏樹とそっくりの容貌を持つ、銀髪の女性。明るく人懐っこい性格。
ジェイムスからアプローチを受けていたが、真の目的（アルマーシュ家の血を取り入れる）は知らないまでもジェイムスが自分を本気で好きではないことを察し断った。エルダとは200年前大陸から逃げた際に使った船の中で出会っているが、当時、家族を喪って傷心のどん底に浸っていた彼女に馴れ馴れしくちょっかいをかけてきたものだから、エルダには「真剣みが足りない（他人の苦労や苦しみを理解もしない）お嬢様」と嫌われることになる。彼女の家系はある種の「呪い」を受けており、その権益を独占する為に代々長老のブラウンリック家に幽閉されていた。その呪いを解くには「アルマーシュ」の名を捨てさせればいいというジェイムスの嘘をダニエルと共に信じ、「家を出たら2度とアルマーシュへは戻らない」と約束させた上でカレラをマーカー家へ嫁がせる。カレラが増血鬼の事について聞き出そうと赴いた時には、既に亡くなっていた。
ダニエル・アルマーシュ
果林の祖父（カレラの実父）。父親の命令でアルマーシュ家に婿養子入りする。旧姓はブラウンリック。
妻・セシリアへは親の命令による結婚とはいえ深い愛情を持っていたと思われ、彼女が亡くなった事で生きる気力も失いそのまま枯れて死のうとしていた。死ぬ直前に再会したカレラに増血鬼の秘密を明かす。天使のように思っていたカレラがナイスバディの女性になっていた事にショックを受け、出会い頭から死に掛けた。
エドワード・エドウズ
ジェイムズの大叔父（祖父の弟）で、果林にとっては高祖叔父にあたる。当作につながる最初の因縁を作った人物。愛称はエド。
1000年前に果林の先代となるプシュケー（ソフィア）と恋仲になり、彼女をその運命から解放すべく駆け落ちを図るも、プシュケーを祀りしもう一つの血統と長老一族のブラウンリックによって殺害されてしまった。

### 雨水家
雨水 文緒（うすい ふみお）
声 - 久川綾
健太の母。1972年生まれ（実年齢31歳から32歳）のため、高校生の息子がいるとは思えないほどに見た目が若い。CからDカップ。女子高生に変装しても、全く気付かれなかった。
女手ひとつで健太を育てようとするが、男を惑わしてしまう魅力（フェロモン体質）が原因で仕事が長続きしない、究極の不幸体質。下戸であり、料理酒をキャップ一杯飲んだだけで潰れてしまう。見た目に反して腕っ節が非常に強く、彼女に殴られた相手は全員一撃でK.Oされている。また嫉妬深い一面があり、修成が別の女性と付き合っていると話した時に、彼の向こう脛を思いっきり蹴り付けた。自分が高校を中退したため、健太にはせめて高校をきちんと卒業して欲しいと考えている。小学生の頃両親が離婚しており、母親と2人暮らしだった。16歳ぐらいの時に母親の猛反対を押し切って健太を産むが健太の存在を認めない母親に耐え切れず、健太と共に家出する。しかし、母親の事はずっと放っておく気はない。果林の事を気に入っており、健太との仲を応援している。長い間仕事が見つからなかったが、最近ようやくアンナマリアというカトリック系の女子大に売り子として雇われる事ができた（アニメ版では、最終回でジュリアンに就職した）。
健太と果林の婚約を本人たちから聞かされた際には、すでに孫ができたと勘違いし、果林の腹部をさすりながら出産日を尋ねている。
雨水 歌音（うすい かのん）
原作最終話および単行本書き下ろしストーリーに登場。健太と果林の娘。ソフィアの転生した姿。
2014年生まれ。単行本書き下ろしストーリーでは14歳。その容姿は若き日の母のそれに（曾祖母となるエルダにも）酷似している。父親の健太を強く慕っており、隙を見てはキスをしようとする。そのため果林は非常に娘の先行きを不安がる一方で、時折嫉妬している。
実際のところは好きな相手なら誰でもキスしてしまう気質がある。
原作本編最終話は、彼女と杏樹がすれ違うシーンで終わる。すなわち、真紅家（杏樹たち）が雨水家（果林たち）を本人たちがそれと気づかなくても永劫に家族として見守り続けていく事を示唆している。
2018年に曾祖母（文緒の母）と会い、彼女のわだかまりを解いて雨水家を完全和解へと導いている。

#### 雨水家関係者
飯塚 修成（いいづか しゅうせい）
健太の父親。外見は健太に瓜二つで果林や麻希が一瞬見間違うほど。学生時代はそれこそ現在の健太そのものである。健太との違いは左目の横にある大きな傷跡（子供の頃、文緒に付けられたもの）と眉毛の形。文緒からは「修成さん」と呼ばれているが、2人きりの時は「修ちゃん」になる。
文緒とは幼馴染みで、小学生の頃引っ越してしまった文緒と中学で再会して恋人同士となり文緒が健太を妊娠してからは結婚の約束までしたが、文緒の母の猛反対により文緒と引き離される。修成自身、当初は復縁を望んではいたものの、文緒の母の強硬な姿勢と、これに伴って飯塚家そのものも雨水家を拒絶してしまったために完全に連絡を絶たれてしまい、文緒が必死に修成に連絡を取ろうとしても、修成の親がそれを握り潰すという最悪の状況も発生し絶縁してしまった。なお、親は死ぬまでそのことを修成に告げることはせず、彼がそのことを知ったのは親の死後数年がたってからである。
文緒と健太の家出を知り、その理由を知るため丁度文緒を捜していた米原について回り、彼等との再会を果たす。長年の誤解や行き違いが解けて和解は出来たものの、現在付き合っている女性が妊娠中である為に文緒の時のようなことにはしたくないと、最終的には復縁することなく別れていった。
外見こそは健太と瓜二つであるが、性格は健太とは対照的の自己中的なトラブルメーカーだが心根は優しい。
なお、実は飯塚家は先祖が「三白眼のせいで友達ができなかった」という馬鹿なヤケクソで（主に黒目がちな男性をターゲットに）辻斬りを起こし、被害者から7代末まで祟られてしまったため、男児は代々点目となってしまう家系だったらしく、ソフィアが転生寸前に後述の願い事を行ったのもこれが理由。雨水歌音の代でようやく7代目となる。
アニメ版における健太の父は「文緒と結婚はしたが、その後、蒸発した」という設定になっている。
文緒の母
夫と離婚してから、一人娘の文緒に他人を寄せ付けないほど依存しきっている。
健太が産まれても彼を15年間無視し続け、しかも文緒が家出したのは自分のせいだとは思っていない。しかし文緒と健太が出て行った後でも健太の衣類は捨てていなかった事から、健太を心底嫌っているわけではない模様。現在は急に倒れ、入院中。その後病院を見舞って来た健太と再会したようだが、本編上では和解が成ったかどうかは語られていない。
前述の通り、2018年に健太が母（文緒）と共に嫁（果林）と娘（歌音）を連れてきた際、初めて見る曾孫（歌音）の愛らしさの虜になり、曾孫のために全てのわだかまりを解いて完全な和解が成立した。
米原（よねはら）
文緒の母が文緒を捜し出す為に雇った探偵。だが、事務所では先輩からいつもみそっかす扱いされている三流。
文緒のフェロモンにやられ、彼女と健太の事を母親に報告しないことにした。

### 果林と健太の友人たち
時任 麻希（ときとう まき）
声 - 高橋美佳子 / 小林美佐
果林の小学校時代からの親友。果林の正体などは知らない。恋愛話に激しい興味があり、果林と健太の仲を気にしている。
家は椎八場商店街で本屋「Toki-Books」を経営しており、時折レジや棚整理などで店を手伝っている。リク（小学1年～中学入学頃に老衰で死亡?）・カイ（リクの子供。中学1年から現在）という犬（雌）を飼っている。果林とは固い絆で結ばれており、小説版第7巻では果林に暴力を振るった男を一撃で倒した。
高校卒業後はアンナマリア女子大に入学。購買の売り子である文緒と仲良くなる。後に菊地と交際が始まるが、幼馴染の気安さからか「喧嘩するほど仲がいい」を地で行くカップルとなり、別れたりよりを戻したりを繰り返し、最終的に20代最後の年で結婚する事になる。しかし、結婚しても喧嘩ばかりするのは変わらず、新婚旅行先では成田離婚宣言の絵葉書を果林たちに送っている。
最終的に椎八場高校の体育教師として母校に舞い戻り、以降は歌音などの生徒たちから「姉御」と呼ばれ親しまれるようになる。
アニメ版では果林に勉強を教える為に真紅家を訪問し、カレラと杏樹に出会っている。また、しつこく果林に迫るウィナーの事を最初呆れていたが、彼の真剣な姿を見て恋心を抱く。ウィナーから果林が吸血鬼である事を告げられたが、果林は果林だと特に驚かなかった。その後のウィナーとの仲は友達以上恋人未満の関係らしい。
内藤 福美（ないとう ふくみ）
声 - 儀武ゆう子
果林と麻希の友人で、1-Dの学級委員。果林達とは別の中学出身らしい。眼鏡をかけたクールな少女。果林ら親しい友人からは「福ちゃん」と呼ばれる。
ともすれば（主に果林に対して）暴走気味になる麻希たち1-D女子を諌める立場にあり、麻希とは別のスタンス（いわゆる一歩引いた立場）から果林を温かく見守り、時にきちんとした忠言も行う。
言うべきことはきっぱりと言うタイプで、他者にもそれを強いる事がある。中学時代、その性格によって後輩男子からの人づての告白を「言いたいことがあるなら自分の口で言え」とバッサリ切り捨てた経験を持つ。
初出は小説版『かりん増血記①』で、原作には6話頃から徐々に出始めた。
菊地 悠司（きくち ゆうじ）
1-Dの同級生で健太の友人。健太のほうはそうでもないが、後述の事情からか菊地自身は健太に厚かましいほど、フレンドリーに接している。最終回後の番外編まで、長らく下の名前の漢字表記が登場しなかった。また雑誌連載中においても苗字の表記が「菊地」（本編単行本における表記）や「菊池」（番外編版などの表記）など一定していない。そのため、ここでは本編における表記に倣い「菊地」として表記する。
家は椎八場商店街で銭湯「菊の湯」を経営。なお雨水母子は引越ししたばかりの頃から「菊の湯」の常連客でもあり、そのため菊地は転校前から健太と顔見知りであった。同じ町内であることから時任麻希と幼馴染だが、麻希と果林の仲が確立してからは距離を置くようになり、最近は疎遠になっている。子供の頃は「ゆーちゃん」と呼ばれていた。
文化祭では1-Dの演し物であるお化け屋敷を情熱的にプロデュース。麻希とともに健太を目目連役に抜擢。さらに文化祭前日エルダに襲われて昏倒したにもかかわらず、その翌日には大復活し、プロデュースをやり遂げた。
果林が健太を噛んだ後日、詰襟などで健太が首筋を（果林の噛み跡を隠すために）見せていないのを不振がり、キスマークでも隠しているのかと追及しようとして健太に凄まれている。
健太の転校前に文緒のフェロモン体質にノックアウト。「同級生の母親を好きになる」という壮絶な初恋を経験してしまった。麻希に後押しされて告白しようとするも、様々な間の悪さからこれを断念する。その後は前述の通り、麻希と交際していくことになる。
アニメ版では登場せず、原作内で彼が担っていた役割は1-D男子クラス委員長やウィナーなどのアニメオリジナルキャラクターが分担して持ち回るように設定されている。
ウィナー・シンクレア
声 - 宮田幸季
アニメオリジナルキャラクター。果林のクラスに転入してきた美少年。
「運命の女性」こと果林に積極的にアタックを仕掛ける一方、時任麻希の事は「果林さんの友人君」と呼び、名前を覚えようとしない（実は知っている）。言葉遣いがかなり変で四字熟語を連呼するが使い方はほとんど間違っている。自称「吸血鬼ハンター」でライセンスらしき物も持っているが、血を見ると卒倒したりヘンリーに会っても彼の正体を見抜けなかったりとその実力は皆無。文化祭に現れたエルダが果林でないと見抜いた唯一の人物（まな板〈貧乳〉だから）。
幼き頃は引っ込み思案で吸血鬼ハンターになるのを拒んでいたが、偶然出会った果林に供血され積極的になる。ヴィクターに果林が吸血鬼（正確には増血鬼）と教えられるが、初恋の相手である果林を撃つ事ができなかった。最終回でも果林をあきらめていないが、麻希との仲も進展しているらしい。

### その他、果林と健太に関わる人々

#### 人間
店長
声 - 野島裕史
果林と健太、友里耶がバイトしているファミリーレストラン「ジュリアン」の店長を務める太目の中年男性。たびたびバイトを休む果林達にも小言ひとつ言わない人の良い人物。果林と健太の仲を暖かく見守っている。「青春だね～」が口癖。
白井（しらい）
声 - 石塚さより / 前田ゆきえ
椎八場一高の先生。果林達が1年の時の担任（眼鏡の女性）。それなりにベテラン。
池（いけ）
椎八場一高の先生。果林達が2年に進級してからの担任。まだ新米。
寺西 唯香（てらにし ゆいか）
番外編その1にて初登場。杏樹のクラスメイト。両親との3人家族。
気が強く生意気な性格で、男子に人気のある杏樹を快く思っていない。その為、杏樹が落としたブギーくんを素直に返さず家に持ち帰ってしまうが、杏樹から離れたせいで人形から出て来てしまったブギーくんに殺されかける羽目になった。それ以来人形恐怖症となり、椎八場一高の文化祭の際、果林達のクラスのお化け屋敷で展示されていたジョアンナのお茶目に泣いて怯えた。なお、ピアノを習っている。
鯉淵 克（こいぶち すぐる）
杏樹のクラスメイトの男子（6年生では別のクラスになった）で成績はトップ。杏樹に想いをよせており、あの手この手でアタックするが杏樹にはすげない態度を取り続けられていた。覚醒が近いことを悟った杏樹から「学校を辞める」と告げられショックを受ける。実は母親から中学受験を強要されていて、そのため級友達と同じ中学へ行けないことを寂しく思っており、そのことと杏樹が去ることへの悲しみに関して母親が無理解な返事しかしなかったことでさらに寂しさをつのらせていた。
覚醒がいよいよ近くなり、太陽の光に耐えられなくなった杏樹が体育倉庫の暗がりで倒れていたところにブギーくんのお節介により誘導され、杏樹の最初の吸血相手となる。その後は級友や教師共々、杏樹に記憶を操作され、吸血された記憶をなくし、杏樹は既に転校したと思い込まされた。とはいえ、杏樹に吸血された影響は残っていたことから、決意を固めて、母親に自分が本当にしたいことを伝える。
瀬良 洋光（せら ひろみつ）
杏樹のクラスメイトの男子。鯉渕同様杏樹に想いを寄せていた。鯉渕に比較するとかなり能天気な性格。
藤谷 日向（ふじたに ひなた）
番外編その2に登場。かつて煉が通っていた中学のクラスメイト。
あまり学校に来ない煉をクラスに馴染ませようと世話を焼く。告白する事は無かったが、煉に対してほのかな恋心を抱いていたようである。煉の人間の世界に対する唯一の心残りと言える存在。
ヴィクター・シンクレア
声 - 長克巳
アニメオリジナルキャラクター。ウィナーの祖父にして吸血鬼ハンター。
戦闘時には剣や銃などさまざまな武器を使用。ウィナーと違いかなりの実力者で、エルダと互角にやりあった。また、家の窓が太陽側に面していないことから吸血鬼の村だと推理するなど頭も良いが、吸血鬼が人間より少し体が丈夫だという事は知らなかったらしい。エルダの昔の恋人・アルフレッドの子孫で、吸血鬼と恋に落ちた為に名折れしてしまったシンクレア家の汚名をそそぐためにマーカー家を探していた。エルダをいぶり出すために火を放つなど、吸血鬼を討つためには手段を選ばない。また、先祖であるアルフレッドの失意の果ての死や、彼が遺した「贖罪」の意図を、かなり自らに都合よく曲解していた。
女性に対する免疫が無かったのか果林のはだけた胸を見て卒倒し、その後真紅家全員に血を吸われて性格が完全に丸くなってしまった。
アルフレッド・シンクレア
声 - 杉田智和
アニメオリジナルキャラクター。ヨーロッパ某所の領主・シンクレア家の一人で植物学者。エルダのかつての恋人で、彼女からは「アル」と呼ばれていた。
学者であるが故に生態系の理を理解し、ミツバチと花などにおける相利共生関係を人間と吸血鬼の関係の最も理想的な姿と考えていた人物。しかしキリスト教圏においては、その考え方は異端でしかなく、周囲はおろか、領主であった父親からも冷遇されてしまった。
父のヴァンパイア迫害が苛烈を極める中、ついにエルダの住む村が焼き討ちに遭い、その際に彼女を助けようとする。しかし、逃亡の果てにエルダは体力を消耗し、回復のためにアルフレッドの血を吸ってしまう。これによってアルフレッドの中にあるエルダへの想いが一時的に消え、ヴァンパイアに対する本能的な怖れが理性を上回ってしまい、反射的にエルダを否定してその胸に杭を打ち込もうとした。
この事でエルダは人間に絶望して失意の逃亡を行うが、一方でアルフレッドはエルダが去った後に自身の心を取り戻して自らの行動を嘆き、深い後悔の念を抱く事となった。そして、家族からも見放され、自らの信念を貫き通せなかったが故に愛する者も失った彼はエルダへの贖罪を願いながらも失意のうちにこの世を去ることになる。
その墓はかつて彼が愛した「エルダと共にあった時間を過ごした場所」に置かれ、その周囲には、かつてアルフレッドがエルダに贈った花が「贖罪の証」として美しく咲き誇っている。

#### ヴァンパイア
グラーク
関西在住の関西弁のヴァンパイア。普段は裏の情報屋を営んでおり、ヤクザと通じている。
表向きは人当たりが良く気さくに見えるが、実はアルマーシュの血が成す「プシュケーの泉」の血を狙っており、友里耶をマーカー家へのスパイとして送り出す。友里耶から果林の存在を聞かされた後、彼自身も椎八場市へやって来る。そして友里耶の手引きで果林を攫う事に成功した。自らの小柄な体格がコンプレックスで、指摘されると怒る。彼の一族は何千年も前からヴァンパイアの中ではプシュケーの事を探求してきた、いわば祭祀の一族。
ハーフへの偏見は特に持っていないようで、友里耶を大切にしている。実際、友里耶をスパイとして送り出した背景には、彼女の存在をブラウンリック家に認めさせる目的もあった事が明かされている。
エスルマン・リーガン
ヴァンパイアの男性。ブラウンリック家の婿養子になった青年の父親。
傲慢でデリカシーに欠ける性格。ヴァンパイアである事に強い誇りと矜持を抱いており、人間を見下している。他のヴァンパイア同様、若い頃はエルダに散々苛め抜かれたらしく、今でも彼女を恐れている。そのため果林に会った時は、彼女をエルダと勘違いし恐れおののいた。
ブリジット・ブラウンリック
ヴァンパイアの長老の孫娘。グラークからは「お嬢さん」と呼ばれている。不妊に悩むヴァンパイアの若奥様方のリーダー格。
エルダにも匹敵する攻撃的気質の持ち主で、敵には全く容赦しない高飛車かつ冷酷な性格。反面、自分が認めた相手などには好意的。自家のメンツゆえに一刻も早く子どもを授かるため「プシュケーの泉」を渇望しており、それに該当する果林を「救いの女神」として崇めている。一方で生殖能力のないハーフである友里耶を「役立たず」だと忌み嫌っており、早く死ねばいいとさえ思っている。
最終的に煉にきつい「おしおき」をされて、果林たちに謝罪。挙句の果てに煉に熱を上げて彼の子を身ごもり、離婚騒動・認知騒動・できちゃった結婚騒動を引き起こす。男子・玲を出産。
実はカレラの従姉妹で、カレラとヘンリーとは同世代。煉とはいわゆる近親相姦の関係になった事になる。
玲（れい）
本編単行本および番外編単行本で言及されていた煉とブリジットの息子。後に執筆された番外編である『ブラウンリックの森の迷子』で主役として登場した。顔立ちは煉とよく似ている。果林・杏樹の甥っ子にあたる少年。母の言いつけで生まれてから一度もブラウンリックの森を出たことがなく、その教育によって人間に恐怖心を抱いている。しかし、その一方で森の中からずっと見続けてきた『人間』にはずっと興味と憧れを抱いていたようでもある。
家族で幽ヶ谷に里帰りし、果林とはぐれて森に入って迷子になった歌音と出会い、初めて『人間』という存在と接触した。森に迷い込んだ歌音を殺そうとする母の魔の手から彼女を必死に守ろうとした。ただし、子どもであるために母には敵わず万事急ずとなったところで知らないおじさん（実は煉）に介入されて事なきを経る。そのまま気絶してしまったが、目覚めて家に帰ると母親に、その「知らないおじさん」が実は父親であった事を知らされ、その父親から初めて出会った「人間の子ども」が実は自分の父方の従妹であったという事実を知らされて驚愕する。

#### ヴァンパイアと人間の境界に立つ者
橘 友里耶（たちばな ゆりや）
椎八場市に引っ越してきた女性。ジュリアンで働き始めた果林と健太の同僚。
かなりボロボロのアパートに住んでおり、本人にはそれがコンプレックスの模様。また、貧乳で分厚いパッド入りの下着を身に着けている。それを見た果林から深く同情されている。
その正体はヴァンパイアと人間の間に生まれた子供（ヴァンパイア・ハーフ）である。昼に外を歩くのは平気でコウモリもある程度使えるようだが記憶操作は下手。「一族の恥」という事で、存在自体を身内の中では隠されていた。父親が死ぬと同時に一族から勘当され、ただ1人の身内の母親を亡くしてからは人間側のヴァンパイアであるジェイムス・マーカーを頼ってきた。だが、「おじさま」ことヴァンパイアの1人であるグラークの差し金で「プシュケーの泉」の存在の有無を探るべく、マーカー家へコンタクトをとるべくやって来たのが真の目的。半人半魔の半端者という辛さを抱えている為、似たような境遇の果林との間には友情らしきものが芽生え始めておりグラークの想いとの間で板挟みとなっていたが、第49話で遂に彼に果林の存在を明かす。葛藤を抱えながらも、グラークに果林を引き渡した。しかし果林達を裏切った後も密かに罪悪感に苛まれた。そしてグラークたちの果林に対する待遇が、徐々にひどいものになっていく事に耐え切れなくなり、さらにはソフィアの影響で自己肯定のきっかけを得た事もあいまって、果林を逃がそうとするがブリジットに見つかって失敗する。
結果論とはいえ、連続して二転三転と裏切りまくっているため、果林に直接会うこともできなくなり、結局、健太にお侘びの言葉と新品の携帯電話（グラークが果林の携帯電話を廃棄してしまったため）を託して2人の前から姿を消すことになる。
ピスティス・ソフィア
健太にしか見えない、果林の姿をした謎の存在。果林よりもお調子者。
果林に供血されたもしくは友里耶のように果林の血が体内に入った（つまりプシュケーの命が体内にある）人間には彼女がその人物にとって大切な人間の姿になって夢の中に現れる。そのため健太には果林の姿に見え、最初に会ったのは夢の中だった。文緒からは修成に、友里耶からは母親に見えた。友里耶の場合は健太についているソフィアの介入の影響により、現実でも幻視の形で母の姿のソフィアに出会い、自分自身による自らの肯定とそれに端を発する立ち直りのきっかけを得ることになった。
永遠に「プシュケーの泉」の運命に縛られ続ける魂の在り方に諦観さえ覚えていたが、エドの死によって自らの運命に「終わり」が来ることを望むようになる。また、代々ヴァンパイアたちにその命や愛するものたちを奪われ続けてきた悲しみから、ヴァンパイアをまったく信頼しておらず、健太に対しては自らの存在を口止めしている。幾億幾星霜もの時の流れの果てに果林と健太の愛しあう姿に出会い、健太が「終わりをもたらす者」である事を期待し、その愛情に導きを与えるようになる。果林の血が健太に完全同化したことで一時は姿を消すも、再び果林が健太を噛んだ事で再登場。しかし果林がグラークたちにさらわれた事で、現代でも「終わりが来なかった」事を察知して一旦は健太の前から姿を消す。しかし健太の諦めない姿に今までの自分たちとは違う何かを感じて、今一度彼の前に姿を現した。結界も関係なしに果林の居場所を察知できるため、健太に協力し、最終的に健太は彼女たちの期待通りに「運命に終わりをもたらす者」として果林を助け出すことになる。
健太と果林の恋愛が成就したことで、望み通りに自分たちを縛っていた「プシュケーの運命」から開放され、成仏・転生が可能な状態になる。なお、万が一、果林がプシュケーの運命に殉ずる事になっていたら、果林自身もソフィアの一部となっていたはずだった。
すべてが落着した後で健太の魂に同化。さらに後に再び果林の胎内に戻り、2人の娘である雨水歌音（うすい かのん）として転生する。なお、転生前に一度だけ25歳の健太の前に最後の姿を現して、前述の理由から「子供を作るときは絶対に女の子として産んでほしい」と結果的にはかなったものの、非常に無茶な注文を突きつけた。
後に描かれた番外編にて『碧海のAiON』に登場するシズキ・ユズキ姉妹の妹（本当の姉妹なのか義姉妹であるのかは不明）であることが判明。その正体は「上界（プレーローマ）」と呼ばれる高次世界から来た者であり、地上の者（吸血鬼や人間）から見た場合は神に近しい部類の存在。この番外編では、上述のように吸血鬼と人間の共生関係を修復するために上界から遣わされた存在であるような描写がなされている（ソフィアいわく、そもそもシズキが「やらかした」結果で「こんな運命に縛り付けられた」らしい）。番外編において『碧海のAiON』での問題に対する加勢を求めたシズキのコンタクトを受けるが、その時点でソフィアは果林の中に戻り歌音としての転生が確定した状態であったため、シズキの狙いは果たされず、そんな姉を「うっかりさん」だと笑った。

### 単行本あとがき登場人物
影崎由那（かげさき ゆな）
当作『かりん』の作者。『かりん』の多忙にあたふたしながら嘆く姿を余すところなく披露している。
不幸に萌えるため、キャラいじり（キャラいびり）を趣味とし、健太に「俺の不幸は影崎キャラとして生まれたことか?」とツッこまれたり、果林を健太の不幸に萌えるドS娘に設定しようとして果林本人から100tハンマーで叩きのめされて、その設定を自主的に没にしたりしている。
多忙であるヘマをした際には当時の担当に「果林みたいな人」と評されている。
本来ラブコメは苦手なのに担当の陰謀でラブコメをやっている自分が信じられず、そんな自分に戦慄する毎日を送っている。
S原
『かりん』の初代担当編集者。単なるヴァンパイア・コメディーだったはずの『かりん』を、雑誌掲載のアオリなど、あの手この手で既成事実の布陣を打ち、ラブコメに仕立て上げた黒幕。このやり口にラブコメが苦手だった影崎は大いに絶叫の抗議を上げたが、すでに敷かれた既成事実を打ち破ることができなかった。また、作品に対しては片っ端から直しを入れてくるため、影崎をはじめとする作家たちからは『ドラゴンエイジ』きっての鬼軍曹と呼ばれている。後に『碧海のAiON』となる企画を即却下ゴミ箱行きにした鬼編集でもある。
同様の手口でこの作品のメディアミックスの段取りを整えて『かりん』をブレイクさせる筋道を作り上げた人物でもある。
S尾
『かりん』後期担当編集者。あるパーティーの席上で影崎がカットを描こうとした際に、いきなり健太が忍に迫られるカットを要望してしまうほど、影崎と趣味が合う腐女子。影崎と取材旅行に行った際には「健太×煉兄」のやおい漫画を描き、ハマった影崎自らに続きを描かせ、それを同人誌にまでした。またキャラクターへの感情移入も大きく、健太と結婚式を挙げてしまう夢すら見た事もある。
相当のドジっ娘で、影崎とドジ比べをしてドツボにハマる事も。影崎いわく「果林みたいな編集さん」で、これをもって『かりん』は「果林みたいな作家」と「果林みたいな編集」によって創られる、まさしく「果林が作るかりん」状態に陥る事になる。
後にゴミ箱から『碧海のAiON』の企画を見つけ出し、同作を拾い上げて『かりん』の後釜に据えた。
なお、フルネームが「妹尾絵美（せのお えみ）」であることが、同じ出版元の『アリアンロッド・リプレイ・レジェンド』にて明かされている（妹尾はこの作品にプレイヤーとして参加している）。

### 小説版登場人物
十文字 燿一郎（じゅうもんじ よういちろう）
小説第1巻に登場。元華族の富豪の御曹司でモデル顔負けの美男子。しかしその肩書きとは裏腹に、父親は事故で昏睡状態、母親は音信不通という不幸な境遇。
果林に供血されてからは喧嘩していたクラスメイトと仲直り出来たり、パーティー嫌いのはずの父を伴い家族三人で園遊会に出掛けたりと数々の幸運が続いた為、彼女の事を自分のそんな不幸を変えてくれる「幸運の女神」だと信じ、果林を追って転校してきた。その情熱っぷりは初日に公衆の面前でバラの花束を抱え果林に交際を申し込んだほど。転校前は名門校の優等生だった。かなりの自信家かつ強引な性格で、人の話を聞かない所がある。
折坂 千奈（おりさか ちな）
小説第2巻に登場。聖クリスチナ修道院に住む、修道女見習いの純真無垢な美少女。
男性に免疫が無いせいか結構惚れっぽく（本人無意識）、絡まれていた所を助けてくれた上傘まで貸してくれた健太や、また絡まれていた所を助けてくれた煉にときめいたりしている。
松宮 雲英（まつみや きら）
小説第3巻に登場。一人称が「ボク」のボーイッシュな女子中学生。
金持ちが愛人に生ませた子供という身の上で、母親を亡くしてからは世話係の省吾と暮らしている。お嬢様育ちであり、性格は我儘で強引。巨乳の女性が大好きで、ジュリアンで出会った果林を夏休みの遊び相手として別荘に誘う。
太刀掛 省吾（たちかけ しょうご）
小説第3巻に登場。8年前から、雲英の世話係を務める青年。まだ20代だが、冷静沈着な態度と雲英の事を第一に考えるその様は忠実な執事そのもの。
趣味は料理で、レストランの料理を再現して作るのが好き。
大崎 まゆみ（おおさき まゆみ）
小説第3巻に登場。雲英の遊び相手のアルバイトとして別荘に呼ばれた巨乳女子大生。
昔ブスだと馬鹿にされて以来オシャレに興味を持っていなかったが果林に供血されて性格が変わり、オシャレを始め自分がモテる事を楽しむように。
関 翔子（せき しょうこ）
小説第3巻に登場。果林やまゆみ同様雲英の別荘に呼ばれた巨乳のフリーター。19歳。高校中退。
人をからかうのが趣味。どうやら腐女子らしく、バイトの合間を見ては同人誌に載せる漫画を描いている。
木島 秀実（きじま ひでみ）
小説第4巻に登場。杏樹の通う市立青葉小学校の臨時教師。関西弁の童顔な青年。
正義感の強い性格で、学校に滅多に来ない杏樹の事も気にかけている。電車内で痴漢に遭っていた所を助けた事がきっかけで果林に一目惚れし、遊園地に誘ったり車で送ったりと積極的なアプローチを仕掛ける。姉の美花（みか）を初めとし、親戚、同僚まで周囲に気の強い女性が多い事に疲れ気味。小説版第8巻にて再登場した。
扇町 彩羽（おうぎまち あやは）
小説第5巻に登場。果林や健太の通う椎八場一高2年。土地開発会社の社長令嬢。校内でも1、2を争う美少女。
惚れっぽい所があり健太に興味を持つが、素直になれない性格の為色恋沙汰に疎い健太には通じなかった。しかし果林に供血されてから積極的な性格に変わり、健太に熱烈なアタックを仕掛ける。幼馴染にして従弟の忍に絶対的な信頼感を寄せている。
忍同様、小説版第7巻にて再登場を果たす。
霧丘 忍（きりおか しのぶ）
小説第5巻に登場。椎八場一高1年。
頭脳明晰・眉目秀麗・運動神経抜群で家は金持ちという彼だが頭が良過ぎるせいか損得勘定で動く傾向があり、かなりクールな性格。しかし年の近い従姉の彩羽（通称「アーヤ」）だけは特別な存在。その彩羽の性格が突然変わってしまった原因が果林にあると見抜き、追求してくる。よく健太をからかって遊んでいる。
原作者の影崎お気に入りのキャラクターで、小説版第6・8巻にて再登場。単行本12巻のあとがき漫画にも登場し、小説キャラ全員を代表して「果林&健太・ファーストキスおめでとう」メッセージを健太に届けた。その際、健太は忍に「ファーストキスなのに、ドラゴンエイジ編集長が認めるほど、キスシーンがエロい」などと散々にからかわれおちょくられている。
ジェイク・ヘンリー・エドワーズ
小説第6巻に登場。ヘンリーを父親だと信じ、母親の話を元に描いた似顔絵を頼りにアメリカから尋ねてきた青年。
ジェイク曰く、17年前に椎八場市の風俗街にいた母親がヘンリーと愛し合い自分を身ごもったという。母親がアメリカに帰国してから生まれた彼は、母の死をきっかけに父親を捜しに日本へ来たという。レザーファッションに身を包んだ一見ガラの悪そうな青年に見えるが、実際は大人しく誠実な人柄である。
珠美（たまみ）
短編集第1巻に登場。椎八場一高の購買部でバイトをしている女性。
中々の美人なのだが同性愛者という秘密を抱えている事が原因で暗い性格をしており、その暗さは購買部の客足が落ちるほどだった。しかしある日、果林に供血されてから元気で明るい性格に様変わりする。果林が自分に好意を持っていると勘違いして、彼女に関係を迫ってきた。
葛城 律（かつらぎ りつ）
短編集第1、2巻に登場。椎八場一高1年。
体育祭実行委員になった果林に色々世話を焼いてくれる面倒見の良い少女。ただ、果林が供血を行った直後の場面に居合わせた為、果林が吸血鬼ではないかと疑っている。しかし単なる好奇心ではなく、何かしらの理由があって「吸血鬼の果林に協力して欲しい」と思っているようである。父親が虚弱体質で入院しており、病院へ見舞いへ行く時に親切にしてくれた健太に惚れる。小説版8巻にて再登場を果たした。
ノエル・アンブローズ
小説第7巻から9巻に登場（番外編5にも1カットだけ登場）した女吸血鬼。男装の麗人で右耳に逆十字架のピアスを身に付けている。
性格は気まぐれで我儘、身勝手で長老達からは「黒歴史のノエル」と呼ばれて煙たがれている。その一方でシビアな現実主義者でもあり、夢見がちな者を嫌っている。エルダやジェイムス等と同じく、大陸から日本への脱出前から生き残っている吸血鬼。真性の同性愛者で、人間だけでなく女性の吸血鬼とも関係を持つ。作中に登場した吸血鬼では最強クラスの記憶操作能力を持ち、人間はおろか吸血鬼の記憶をも操作し、更に催眠術までも掛けられる。煉と同じくらい貞操観念が薄く、行動パターンがほとんど同じである（関係を持った女性の部屋に長居し、そのまま朝になったので外に出られなくなった所まで同じ）。昼間でも活動している果林に興味を持ち、彼女の秘密を探り出した。
血の嗜好は「道徳観念」とか「倫理」など、殆どの人間が持っている感情な為に豊富に吸血する事が出来るらしく、大陸から渡ってきた時から容貌が変わっていない。ただ、血を吸うと相手の性格が極端に変わってしまう為、若い頃は何度も酷い目に遭っており、それらの変化を抑える目的で催眠術を覚えた。
小説8巻から9巻にかけては杏樹と「危険な賭け」を行い、健太の血を吸った上に「吸血鬼は敵だ」という暗示を掛けた。結局、健太が暗示を破った事で掛けは杏樹の勝ちとなったが、自分が勝った場合は杏樹に関係を迫るつもりだったようである（ブギーくんからは「変態ロリコンレズ女」と呼ばれた）。
上記のように性格や性癖に問題はあるが、祖父や両親と比べれば遥かにまともで、長老達はアンブローズ家とは積極的に交流を持とうとはしなかったようである。
日本に向う船の中で長老の奥さんに手を出した為、船中を追いかけられていた時にセシリアに匿われた事を恩義に感じており、彼女の孫である果林達を見守っていこうと考えている。
平川 統子（ひらかわ とうこ）
小説第8巻に登場。東都大1年（果林達が2年の時）。
吸血鬼の正体を突き止めることを研究テーマにしている。死んだ父親の研究の後を告いだ形。海外の研究機関がバックにいる。噂を聞きつけて椎八場市にやってきた。情報収集のため、ジュリアンにバイトとして入る。

## 作品内の吸血鬼の設定
- 生まれた時から正式な吸血鬼なのではなく、ある程度の期間を経過し覚醒して初めて吸血鬼になる。
- 吸血鬼になる前は昼間でもある程度普通に生活できるが、覚醒すると昼間は影にいても体が焼けてしまう（完全に日の差さない屋内なら問題ない）。
- 吸血鬼になる前は人間同様に食事を摂るが、覚醒が近づくと味を感じなくなり砂を食べているような感触がする。
- 個人ごとに血の嗜好が存在し、血を吸うと吸われた人間のその要素が一緒に吸収される（吸血鬼の血の嗜好が“ストレス”なら血を吸われるとストレスが消える）。
- 触れた人間の記憶を操作できる（ただしある程度深い記憶を無理に操作すると、頭が真っ白になってしまう）。
- 十字架や流水などは特に苦手ではない。
- ニンニクが嫌いなのは、嗅覚が人間より優れているため。なおニンニクに限らず基本的にネギ科に分類される植物に由来する野菜・薬味は受け付けない。
- コウモリを操って記憶を操作したり、空を飛んだり、また操っているコウモリの見ているものを見ることも出来る。コウモリは日中出歩くことの出来ない吸血鬼の眼となるが、その力を行使している状態では体は寝ていても意識が起き続けているという。
- 陽の下を歩く事が出来る「デイウォーカー」という最強種がいる。
- 現在、出生率がほぼ0の一方、年長者が次々と死亡しており、滅亡の危機に瀕していると思われたが、実はヨーロッパでも生き延びていることが判明した。
- 人間との混血児を作ることができるが、産まれた子供は生殖能力を持たない。これをヴァンパイア・ハーフと称する。そのため血統を重要視するヴァンパイアの世界では、ハーフは不具者扱いされ、苛烈な差別を受けている。
  - この差別が原因で18世紀から19世紀初頭にかけての教会による吸血鬼狩りにおいて、自家を裏切るヴァンパイア・ハーフが続出。純血の吸血鬼は瞬く間に駆逐されていった。しかし、これが原因でヴァンパイア社会のハーフに対する風当たりは逆に強硬になっており、ヴァンパイア社会で生きているハーフは自らの価値を見出せずに虐められ続ける日々を送っている。
  - ヴァンパイア・ハーフもまた、日中の活動が可能。ただし、月に一度だけ吸血衝動が抑えられなくなる日があり、吸血行動を起こした翌日は日中を歩けなくなる。

※増血鬼（果林）の場合
- 嗜好に合った人間が近づくと血が増える。他に月1、初めて人を噛んだ時期が近づいても増える。
- 血を吸うのではなく自分の血を注ぎ込む。そのため供血鬼とも言えるが、こちらの呼称はなぜか使われない。なおヴァンパイアの血は人間のそれとはモノが異なるため、この場合において血液型のクロスマッチ（不規則抗体の有無など）は問題にならない。
- 太陽・ニンニク・十字架・流水も平気（一応「デイウォーカー」の亜種とも言える）。
- コウモリを操ったり、記憶操作をすることは出来ない。
- 他の吸血鬼からの催眠暗示にかからない（他の増血鬼はかかったらしいが、果林がなぜかからなかったかは不明）。
- 血を溜め過ぎると鼻血として噴出してしまう。そうなると貧血になり体力を失くして倒れてしまう。
- 血を出すこと（供血や鼻血）を我慢し過ぎると意識が途切れ、暴走状態に陥る。暴走中は身体能力が大幅に向上するが本人は覚えていない。
- 初めて人を噛んだ場所で儀式を行うと吸血鬼になることができる（実はエルダの胸を大きくするための儀式で、実際には吸血鬼にはならなかった。アニメ版オリジナルの設定）。
- 正式名は「プシュケーの泉」または「ピスティス・ソフィア」といい、アルマーシュの呪われた血が成す、数千年に1度あるかないかの種。
  - 「プシュケー」は「魂」という意味で、放出される血は当人の命そのもの。放出される（分け与えられる）血はヴァンパイアにとって命を永らえたり、懐妊を促したりするための万能薬となる。ただし、命そのものを放出しているため、寿命は人間よりさらに短い（果林の場合は増血が止まったため、人間並には生きられる）。
  - 人間に対しては注入された血が、無意識上で「供血された側にとって最も大事な存在」の存在を模して夢などに現出し、その人間を在り方を肯定して後押しする。そのため、供血された人間は基本的に何事にも前向きになる。
  - 種の途絶えかけたヴァンパイアにとって、まさに命の泉と言える存在となったため、いつからか長老の一族であるブラウンリック家に管理され、同家により限界を超えて放出される血を絞り取られ続けてきた。そのせいで何千年・何億年も昔から、他のヴァンパイアに命を捧げ殺されるだけの存在となっていた。後にブラウンリックに反旗を翻したエドウズ家の末裔であるジェイムスの知略により、その血筋がマーカー家に組み入れられ、果林の代になってようやくブラウンリックの支配から逃れる事になる。しかし、ブラウンリックは血族の絶滅を目前にし、血眼で当代のプシュケーの泉を捜し続けている。
  - その魂のエネルギーは血筋を介した転生によって代々蓄積される。すなわち増血鬼から注入される魂は、そのまま先代以前の「プシュケーの泉」の魂そのものでもある。そして、下記に記された事項が得られなければ、当代の魂のエネルギーは次代へと受け継がれ、永遠に「プシュケーの泉」の運命が受け継がれ続ける。
  - 元をただせば、本来の共生相手である人間に拒絶された事から生じた、種を保つための人柱としての進化形態であると言える。そのため異種恋愛の成就などで自ら（ヴァンパイア）が人間に愛される存在になれるということを証明すれば、魂が安定して増血が停止し、普通の人間と変わらない状態となる。

## 関連商品

### 単行本
影崎由那『かりん』カドカワコミックスドラゴンJr.（角川書店）刊。ただし『KA-NON』のみドラゴンコミックスエイジ（富士見書房）刊。
- かりん 1 - 2003年10月1日発行、ISBN 4-04-712343-9
- かりん 2 - 2004年3月1日発行、ISBN 4-04-712351-X
- かりん 3 - 2004年7月1日発行、ISBN 4-04-712362-5
- かりん 4 - 2004年11月1日発行、ISBN 4-04-712376-5
- かりん 5 - 2005年3月1日発行、ISBN 4-04-712390-0
- かりん 6 - 2005年7月1日発行、ISBN 4-04-712409-5
- かりん 7 - 2005年10月8日発行、ISBN 4-04-712424-9
- かりん 8 限定版 - 2006年3月17日発行、ISBN 4-04-712425-7（真紅果林フィギュアつき、限定版カバー）
- かりん 8 通常版 - 2006年4月1日発行、ISBN 4-04-712426-5
- かりん 9 - 2006年9月1日発行、ISBN 4-04-712460-5
- かりん 10 - 2006年12月28日発行、ISBN 4-04-712474-5
- かりん 11 - 2007年4月1日発行、ISBN 978-4-04-712486-8
- かりん 12 - 2007年8月9日発行、ISBN 978-4-04-712505-6
- かりん 13 - 2007年12月9日発行、ISBN 978-4-04-712519-3
- かりん 14 - 2008年4月9日発行、ISBN 978-4-04-712539-1（最終巻）
- かりんairmail 影崎由那短編集 - 2009年1月9日発行、ISBN 978-4-04-712586-5（「ドラゴンエイジ」2008年5月号及び6月号掲載作品の他、読み切り短編2作収録）
- KA-NON かりん×碧海のAiON 影崎由那短編集 - 2013年4月9日発行、ISBN 978-4-04-712867-5（『碧海のAiON』とのハイパーリンククロスオーバー単行本。『ブラウンリックの森の迷子』を収録。また『碧海のAiON』の番外編とされる『杏樹と妖しい双子』もタイトルにある通り杏樹主役のため『かりん』の番外編といえる）

### 小説
著：甲斐透、原作・イラスト：影崎由那『かりん増血記』富士見ミステリー文庫（富士見書房）刊。
- かりん増血記 1巻 - 2003年12月10日発行 ISBN 4-8291-6228-7
- かりん増血記 2巻 - 2004年3月10日発行、ISBN 4-8291-6250-3
- かりん増血記 3巻 - 2004年8月10日発行、ISBN 4-8291-6266-X
- かりん増血記 4巻 - 2004年12月10日発行、ISBN 4-8291-6280-5
- かりん増血記 5巻 - 2005年4月9日発行、ISBN 4-8291-6298-8
- かりん増血記 6巻 - 2005年10月8日発行、ISBN 4-8291-6321-6
- かりん増血記 7巻 - 2006年9月9日発行、ISBN 4-8291-6368-2
- かりん増血記 8巻 - 2007年2月10日発行、ISBN 978-4-8291-6383-2
- かりん増血記 9巻 - 2007年5月10日発行、ISBN 978-4-8291-6389-4
- かりん増血記 恥じらいダイアリー 1巻 - 2006年2月10日発行、ISBN 4-8291-6339-9
- かりん増血記 恥じらいダイアリー 2巻 - 2006年5月10日発行、ISBN 4-8291-6350-X

### ファンブック
- かりん まるごと鼻血ぶ〜っく - 2006年3月20日発行、ISBN 4-04-712439-7

### CD
- かりん ドラマCD 初回限定版 2004年7月23日発売
- かりん ドラマCD 通常版 2004年7月23日発売

## テレビアニメ
2005年11月4日から2006年5月12日にかけて放送された。全24話。ナレーションは滝口順平。

### スタッフ
- 監督 - 木村真一郎
- シリーズ構成 - 山田靖智
- キャラクターデザイン・総作画監督 - 中山由美
- プロップデザイン - 飯塚晴子
- 美術監督 - 小田理恵
- 色彩設計 - 安藤智美
- 撮影監督 - 黒澤豊
- 編集 - 西山茂
- 音響監督 - 岩浪美和
- 音楽 - 西田マサラ
- プロデューサー - 千葉誠、鈴木智子、田中壮明、団野喜人
- アニメーション制作 - J.C.STAFF
- 製作 - かりん製作委員会

### 主題歌
オープニングテーマ「scarlet」
作詞・作曲・編曲 - a.k.a.dRESS / 歌 - BRACE;d（ブレスディー）
エンディングテーマ「もうひとつのバースディ」
作詞 - 森由里子 / 作曲・編曲 - 太田雅友 / 歌 -  Fm.θ（エフエム・シータ）
第1話はオープニングが存在しない。また、第18話については、本編の時間が他の話よりも長めに作られたため、WOWOWでの放送時には、OP、EDが共にカットされた（DVD版、及びAT-Xでの放送ではカットされていない）。

### 各話リスト
サブタイトルは「○○○○ 恥ずかしい」となる（ただし11ℓのみ最後に「!」が付く）。また、話数の数え方には「ℓ」が使われている。
| 話数 | サブタイトル                  | 放送日         | 脚本           | 絵コンテ   | 演出       | 作画監督                             |
| ---- | ----------------------------- | -------------- | -------------- | ---------- | ---------- | ------------------------------------ |
| 1ℓ   | あふれちゃって 恥ずかしい     | 2005年 11月4日 | 山田靖智       | 木村真一郎 | 木村真一郎 | 中山由美                             |
| 2ℓ   | あたしの好みは 恥ずかしい     | 11月11日       | 山田靖智       | 上原秀明   | 上原秀明   | ひのたかふみ                         |
| 3ℓ   | 幸せって 恥ずかしい           | 11月18日       | 新宅純一       | 山内東生雄 | 山内東生雄 | 清水博幸 篁馨                        |
| 4ℓ   | バレちゃって 恥ずかしい       | 11月25日       | あおしまたかし | 成田歳法   | 佐々木皓一 | 中島美子                             |
| 5ℓ   | 家族そろって 恥ずかしい       | 12月2日        | 植竹須美男     | 鈴木洋平   | 鈴木洋平   | 杉本功                               |
| 6ℓ   | 母さん元気で 恥ずかしい       | 12月9日        | あみやまさはる | 二瓶勇一   | 吉本毅     | ひのたかふみ 飯塚晴子                |
| 7ℓ   | 追っかけられて 恥ずかしい     | 12月16日       | 山田靖智       | 上原秀明   | 上原秀明   | 亀井治                               |
| 8ℓ   | みつかっちゃって 恥ずかしい   | 12月23日       | あおしまたかし | 大川重幸   | 山内東生雄 | 柴田志朗 篁馨                        |
| 9ℓ   | ふりかえると… 恥ずかしい      | 2006年 1月6日  | 植竹須美男     | 柳沢テツヤ | 高島大輔   | 島田英明                             |
| 10ℓ  | パパはとっても 恥ずかしい     | 1月13日        | あみやまさはる | 中村憲由   | 佐々木皓一 | 中島美子                             |
| 11ℓ  | 夏だ!プールだ! 恥ずかしい!    | 1月27日        | 植竹須美男     | 木村真一郎 | 吉本毅     | 梶谷光春                             |
| 12ℓ  | やっぱり兄キは 恥ずかしい     | 2月3日         | 山田靖智       | 鈴木洋平   | 鈴木洋平   | 清水博幸                             |
| 13ℓ  | めざめちゃって 恥ずかしい     | 2月17日        | 山田靖智       | 二瓶勇一   | 西村博昭   | 柳伸亮                               |
| 14ℓ  | ふたりで朝まで 恥ずかしい     | 2月24日        | あおしまたかし | 山内東生雄 | 山内東生雄 | つるあかりみなみ 飯塚晴子 宮崎真奈夫 |
| 15ℓ  | エルダ登場!で 恥ずかしい      | 3月3日         | 植竹須美男     | 上原秀明   | 上原秀明   | 島田英明 亀井治                      |
| 16ℓ  | エルダの恋バナは 恥ずかしい   | 3月10日        | あみやまさはる | 木村真一郎 | 佐々木皓一 | 中島美子                             |
| 17ℓ  | さらばエルダで 恥ずかしい     | 3月17日        | 山田靖智       | 鈴木洋平   | 鈴木洋平   | 梶谷光春                             |
| 18ℓ  | 兄キのヒミツは 恥ずかしい     | 3月24日        | あおしまたかし | 二瓶勇一   | 吉本毅     | 篁肇 清水博幸                        |
| 19ℓ  | ふたりのイブは 恥ずかしい     | 3月31日        | 山田靖智       | 西村博昭   | 西村博昭   | 大河原晴男 柳伸亮                    |
| 20ℓ  | はじめての… 恥ずかしい        | 4月7日         | 植竹須美男     | 柳沢テツヤ | 山内東生雄 | 柴田志朗                             |
| 21ℓ  | どうすればいいのか 恥ずかしい | 4月14日        | あみやまさはる | 上原秀明   | 上原秀明   | 亀井治                               |
| 22ℓ  | 迷子みたいに 恥ずかしい       | 4月21日        | 植竹須美男     | 二瓶勇一   | 佐々木皓一 | 中島美子                             |
| 23ℓ  | サヨナラは 恥ずかしい         | 4月28日        | 山田靖智       | 鈴木洋平   | 鈴木洋平   | 梶谷光春                             |
| 24ℓ  | いつもふたりは 恥ずかしい     | 5月12日        | 山田靖智       | 木村真一郎 | 木村真一郎 | つるあかりみなみ 飯塚晴子            |